# La Fille du pirate (film, 1922)
Pour plus de détails, voir Fiche technique et Distribution.

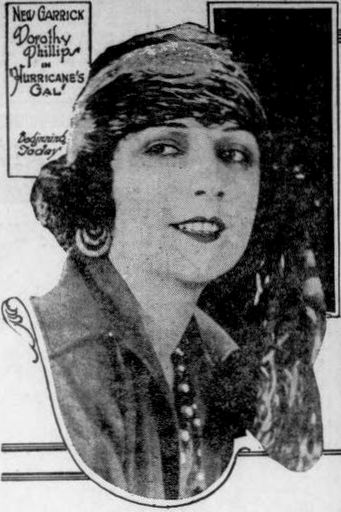

La Fille du pirate (Hurricane's Gal) est un film américain réalisé par Allen Holubar, sorti en 1922.

## Fiche technique
- Titre : La Fille du pirate
- Titre original : Hurricane's Gal
- Réalisation : Allen Holubar
- Scénario : Allen Holubar et Harvey Gates
- Photographie : Byron Haskin et William C. McGann
- Montage : Frank Lawrence
- Pays d'origine : États-Unis
- Format : Noir et blanc - 1,33:1 - Film muet
- Genre : aventure
- Date de sortie : 1922

## Distribution
- Dorothy Phillips : Lola
- Robert Ellis : Steele O'Connor
- Wallace Beery : Chris Borg
- James O. Barrows (en) : Cap'n Danny
- Gertrude Astor : Phyllis Fairfield
- Willie Fung : Sing
- Jack Donovan (en) : Lieutenant Grant
- Frances Raymond : Mme Fairfield